# Euploea wetterensis
Euploea wetterensis är en fjärilsart som beskrevs av Hans Fruhstorfer 1900. Euploea wetterensis ingår i släktet Euploea och familjen praktfjärilar. Inga underarter finns listade i Catalogue of Life.